# Отенай (городская администрация Талдыкорган)
Отенай (каз. Өтенай, до 2006 г. — Заря) — село в Жетысуской области Казахстана. Находится в подчинении городской администрации Талдыкорган. Административный центр Отенайского сельского округа. Расположено примерно в 4 км к западу от центра Талдыкоргана. Код КАТО — 191045100.

## Население
В 1999 году население села составляло 6098 человек (2995 мужчин и 3103 женщины). По данным переписи 2009 года в селе проживало 7118 человек (3496 мужчин и 3622 женщины).